# Stalingrad (métro de Paris)
Pour les articles homonymes, voir Stalingrad (homonymie).
Stalingrad est une station des lignes 2, 5 et 7 du métro de Paris, située à la limite des 10e et 19e arrondissements de Paris.

## Situation
La station est implantée à la limite administrative entre le quartier Saint-Vincent-de-Paul au sud-ouest, le quartier de l'Hôpital-Saint-Louis au sud et le quartier de la Villette au nord-est, tout en se situant à proximité de la pointe sud-est du quartier de la Chapelle (lequel appartient au 18e arrondissement). Elle se trouve aux abords de l'intersection du boulevard de la Villette avec l'avenue de Flandre d'une part et la rue du Faubourg-Saint-Martin d'autre part, les quais étant établis :
- sur la ligne 2, en viaduc au-dessus du terre-plein central du boulevard de la Villette à sa jonction avec le boulevard de la Chapelle, entre la rue de Tanger et le croisement avec la rue d'Aubervilliers au nord et la rue du Château-Landon au sud ;
- sur la ligne 5, légèrement plus à l'est sous le même boulevard, entre la rue de Tanger et l'avenue de Flandre, en alignement avec la station de la ligne 2, orientée est-ouest ;
- sur la ligne 7, plus au nord-est sous l'amorce de l'avenue de Flandre et orientés nord-est/sud-ouest, cette ligne étant ainsi relativement éloignée des deux précédentes.

La station de la ligne 2 s'intercale entre les stations La Chapelle et Jaurès, dont elle est séparée respectivement par la tranchée ferroviaire en provenance de la gare de Paris-Est et la jonction entre le Bassin de la Villette et le canal Saint-Martin, d'où le recours à un viaduc sur cette section de la ligne (entre les stations Anvers et Colonel Fabien). Celle de la ligne 5 se trouve quant à elle entre Jaurès et Gare du Nord, tandis que la station de la ligne 7 est encadrée par Riquet et Louis Blanc.
Malgré sa taille relativement importante, le pôle de Stalingrad ne dispose d'aucun raccordement de service entre les différentes lignes de métro qui s'y croisent.

## Histoire

### Mises en service
La station est ouverte le 31 janvier 1903 avec la mise en service du deuxième prolongement de la ligne 2 Nord, depuis Anvers jusqu'à Rue de Bagnolet (actuelle station Alexandre Dumas) ; cette ligne deviendra plus simplement la ligne 2 le 17 octobre 1907, à la suite de l'absorption de la ligne 2 Sud (correspondant à une large part de l'actuelle ligne 6) par la ligne 5 le 14 octobre de la même année. Établie à l'air libre, cette station est alors dénommée Rue d'Aubervilliers.
Le 5 novembre 1910, la station souterraine Boulevard de la Villette est ouverte à proximité sur la ligne 7, inaugurée le jour même entre le terminus provisoire d'Opéra et la station Porte de la Villette. Sa desserte est assurée dans un premier temps par l'ensemble des circulations de la ligne, puis par un train sur deux à compter du 18 janvier 1911, date à laquelle intervient l'inauguration de la section entre Louis Blanc et Pré-Saint-Gervais, exploitée sous la forme d'un embranchement recevant l'autre moitié des trains. La correspondance avec le point d'arrêt de la ligne 2 n'est alors possible que par la voirie en raison de sa relative distance, grâce à la remise d'une contremarque.
Le 12 octobre 1942, en pleine Seconde Guerre mondiale, la station de la ligne 5 est ouverte à son tour avec la mise en service de l'avant-dernier prolongement de celle-ci, depuis Gare du Nord jusqu'à Église de Pantin. Cette extension est alors permise par la cession définitive du tronçon entre Étoile (actuelle station Charles de Gaulle - Étoile) et Place d'Italie de la ligne 5 à la ligne 6, intervenue le 6 octobre précédent, évitant ainsi un rallongement excessif des temps de parcours sur ladite ligne 5. À cette occasion, les trois points d'arrêt fusionnent en un même pôle par la création de couloirs de liaison, ce qui met fin à la correspondance par la voie publique entre les lignes 2 et 7. L'ensemble prend alors logiquement le nom d'Aubervilliers - Boulevard de la Villette avant d'adopter son nom actuel de Stalingrad le 10 février 1946, moins d'un an après le début de l'après-guerre,.
Depuis le 3 décembre 1967, la station de la ligne 7 est de nouveau desservie par l'ensemble des circulations de celle-ci à la suite du débranchement de l'antenne vers Pré-Saint-Gervais, laquelle constitue depuis lors une navette indépendante, l'actuelle ligne 7 bis. Cette séparation est décidée en raison de la moindre fréquentation de cette branche par rapport à celle de Porte de la Villette, cette dernière destination constituant le point de départ de nombreuses lignes d'autobus de banlieue.

### Origine des noms
La station de la ligne 2 doit sa dénomination originelle de Rue d'Aubervilliers à sa proximité avec l'amorce de cette même voie, ainsi dénommée parce qu'elle conduisait au village d'Aubervilliers.
Le nom du Boulevard de la Villette, repris à l'origine par le point d'arrêt de la ligne 7 avant d'être étendu à celui de la ligne 2, fait référence à l'ancienne commune de La Villette auquel le boulevard précité conduisait jadis, avant son annexion à Paris par l'arrêté du 16 juin 1859.
Le toponyme actuel de Stalingrad, adopté le 10 février 1946, vient de la proximité de la station avec la place de Stalingrad (actuelle place de la Bataille-de-Stalingrad), créée l'année précédente afin de commémorer la bataille de Stalingrad qui, durant la Seconde Guerre mondiale, se déroula entre septembre 1942 et février 1943 et vit la victoire de l'Armée rouge soviétique sur celle du Troisième Reich.

### Modernisations
Comme un tiers des stations du réseau entre 1974 et 1984, les quais des lignes 2 et 5 sont modernisés par l'adoption du style décoratif « Andreu-Motte », selon un traitement particulier pour la station aérienne de la ligne 2 avec une peinture bleu turquoise sur les huisseries des baies vitrées et la pose de carrelage blanc plat sur les allèges (en remplacement des faïences biseautées d'origine), tandis que les quais de la ligne 5 sont plus simplement traités en bleu avec le maintien du carrelage biseauté originel (hormis sur les tympans où il est remplacé par du carrelage bleu plat).
Le point d'arrêt de la ligne 7 est choisi quant à lui pour constituer le prototype des aménagements du style « Ouï-dire », dont la mise en œuvre s'achève en décembre 1988, avant d'être reconduits à une vingtaine d'autres stations à rénover. La faïence blanche biseautée d'origine est alors remplacée par du carrelage blanc plat, lequel sera généralisé par la suite à la quasi-totalité des stations modernisées selon ce nouveau style décoratif.
Dans le cadre du programme « Renouveau du métro » de la RATP, les couloirs souterrains de la station sont rénovés à leur tour le 6 août 2004.
Durant l'été 2015, la RATP procède à la rénovation des verrières sur les quais de la ligne 2, afin d'assurer l'étanchéité de la structure aux eaux pluviales et de remplacer les vitrages endommagés. Ce chantier nécessite alors la pose d'un imposant échafaudage surplombant les quais et voies, ainsi que la fermeture des quais durant toute la durée de l'opération. Les entourages des vitrages sont repeints en gris anthracite, comme dans la plupart des stations aériennes de cette ligne, tandis que les sièges blancs de style « Motte » sont remplacés par des assises bleues du même modèle.
En mars 2017, sur les quais de la ligne 5, les banquettes maçonnées en style « Andreu-Motte » voient leurs sièges « Motte » bleus complétés de bancs métalliques à pans inclinés, de même couleur. L'expérimentation de ce mobilier inédit déclenche rapidement une polémique, les voyageurs reprochant à la RATP une mesure anti-sociale visant, selon eux, à empêcher l'occupation intempestive des quais par des personnes sans domicile fixe.
Du 4 juillet au 14 octobre 2022, les quais de la ligne 2 sont à nouveau fermés au public afin de procéder au renouvellement à l'identique des verrières protégeant les voyageurs des intempéries, ces travaux nécessitant là encore la pose d'un vaste échafaudage surplombant la station. En parallèle, les éléments décoratifs des façades extérieures de la station aérienne sont retirés pour être remplacés à l'identique à partir de mars 2025.
En décembre 2023, une œuvre colorée de l'artiste Amsted est réalisée en partenariat avec l'association Le MUR, dans un couloir d'accès à la ligne 7 en direction de Mairie d'Ivry et de Villejuif - Louis Aragon. Financée par la ligne 2 et la Mission de lutte contre le harcèlement et les violences sexistes et sexuelles, son emplacement fut choisi à l'issue de plusieurs « marches exploratoires » de voyageurs et voyageuses dans les espaces de la RATP.

Aménagements de la station
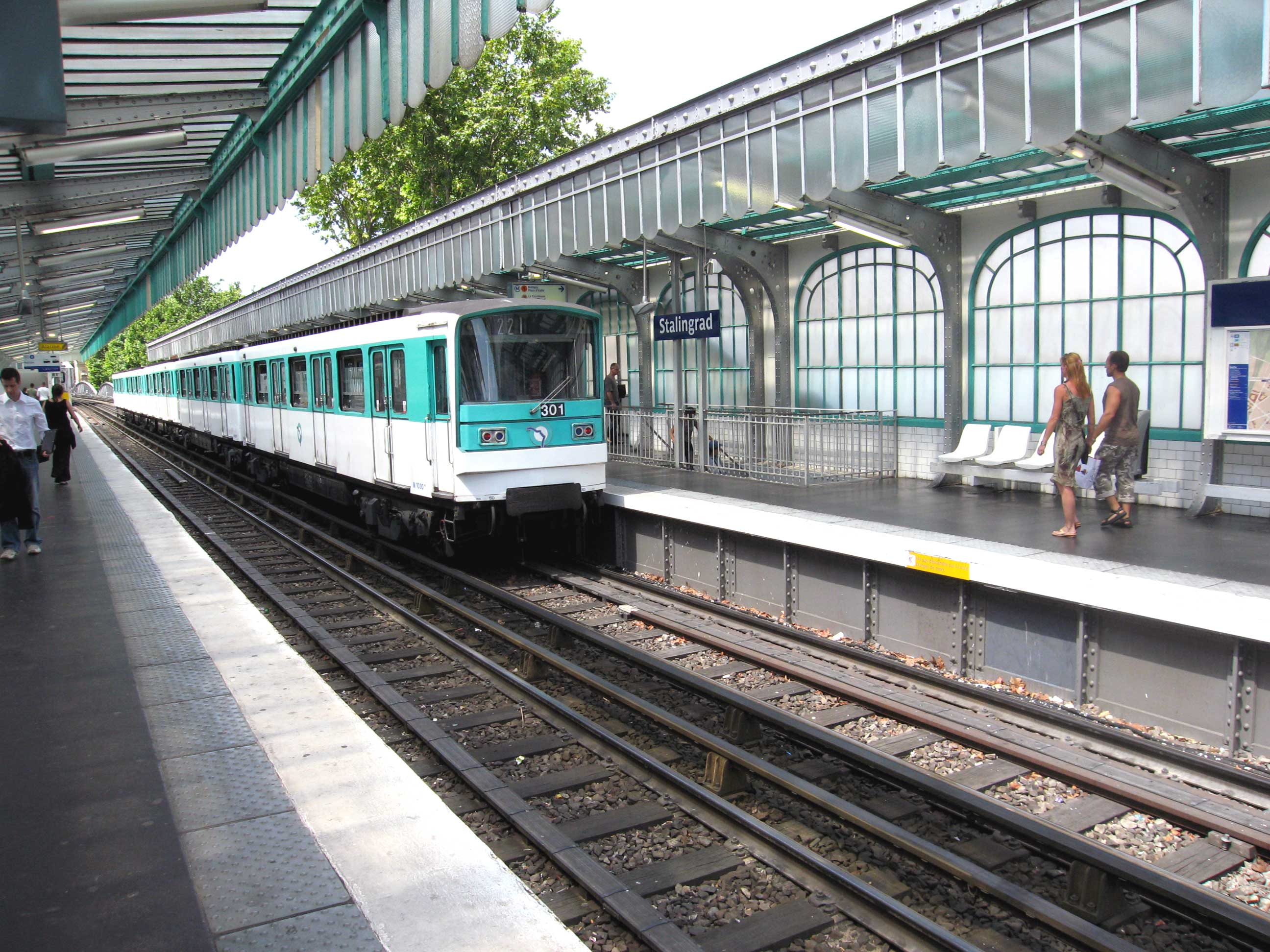
Les quais de la ligne 2 en 2006 avant la réfection des verrières.
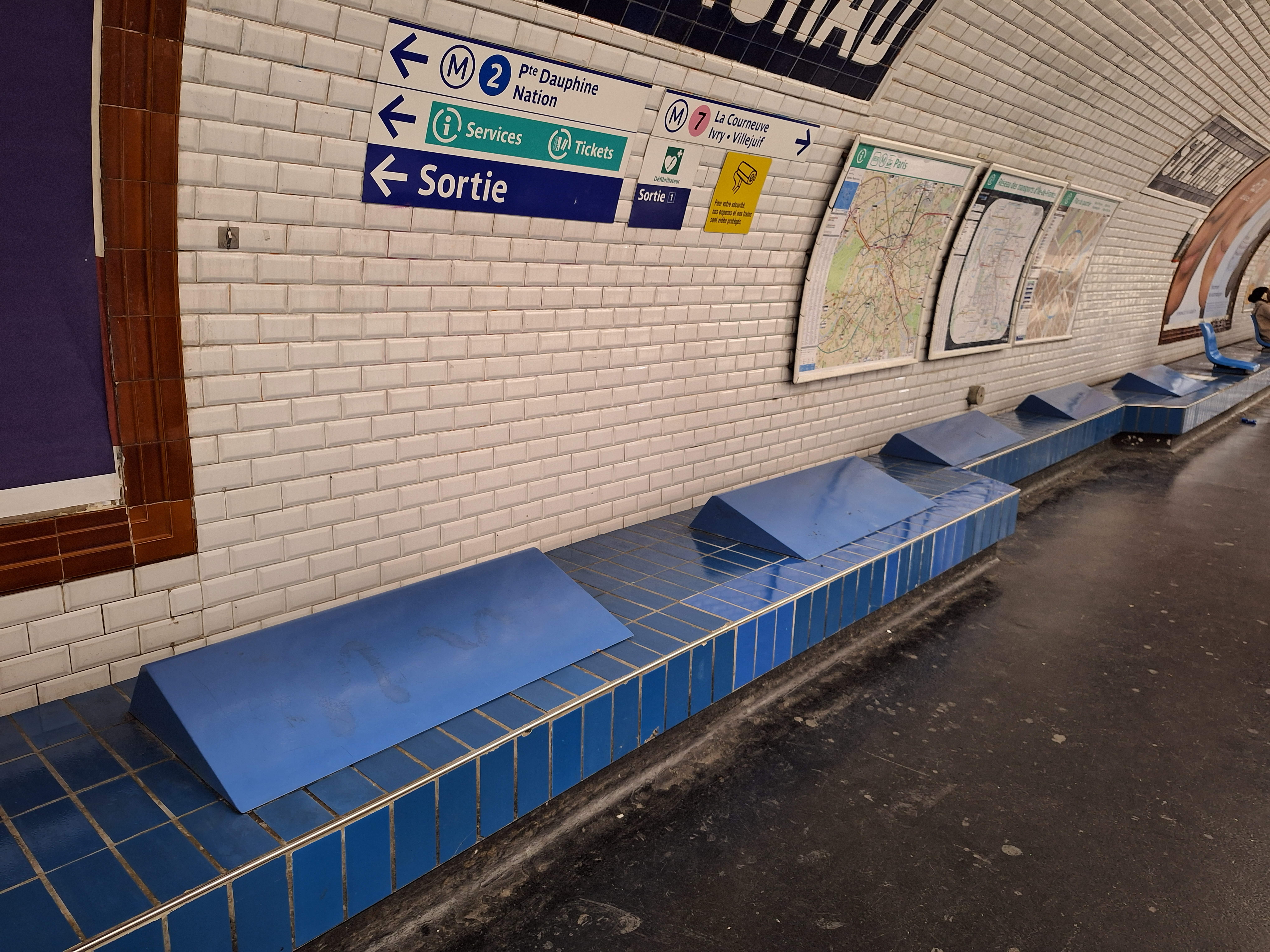
Détail des banquettes inclinées sur les quais de la ligne 5.
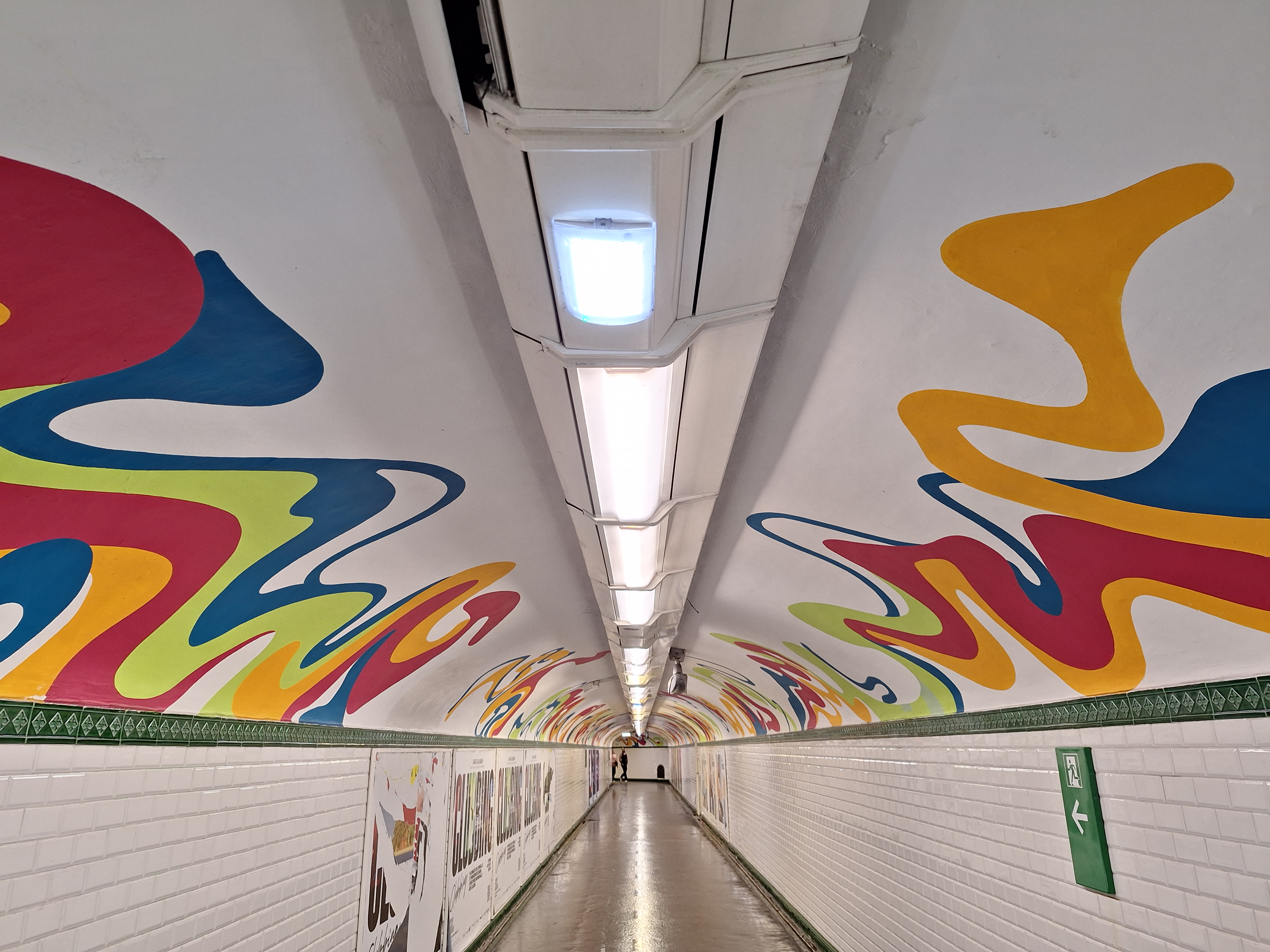
Œuvre de l'artiste Amsted dans un couloir d'accès à la ligne 7.

### Fréquentation
Selon les estimations de la RATP, la station a vu entrer 6 891 050 voyageurs en 2019, ce qui la place à la 42e position des stations de métro pour sa fréquentation. En 2020, avec la crise du Covid-19, son trafic annuel tombe à 3 396 898 voyageurs, la reléguant alors au 46e rang, avant de remonter progressivement en 2021 avec 4 924 583 entrants comptabilisés, ce qui la classe à la 36e position des stations du réseau pour sa fréquentation cette année-là.
Stalingrad est également l'une des stations du métro de Paris les plus fréquentées par les consommateurs et trafiquants de crack, de par sa situation aux abords de la place de la Bataille-de-Stalingrad qui constitue historiquement l'un des épicentres de la crise du crack à Paris.

## Services aux voyageurs

### Accès
La station dispose de cinq accès répartis en sept bouches de métro :
- l'accès no 1 « Rue de l'Aqueduc » comprenant deux trémies établies dos-à-dos, l'une constituée d'un escalier fixe et l'autre disposant d'un escalier mécanique montant, débouchant sous le viaduc de la ligne 2 sur le terre-plein central du boulevard de la Villette, à l'intersection avec la rue de l'Aqueduc au sud et la rue de Kabylie au nord ;
- l'accès no 3 « Boulevard de la Chapelle », constitué d'un escalier fixe permettant un accès direct à la station aérienne de la ligne 2, se trouvant également sur le terre-plein du boulevard de la Villette face à l'amorce du boulevard de la Chapelle, au croisement avec la rue d'Aubervilliers d'une part et la rue du Château-Landon d'autre part ;
- l'accès no 4 « Caisse d'Assurance Maladie » comprenant deux trémies d'escaliers fixes disposées dos-à-dos, situées au droit des no 17 et 19 de l'avenue de Flandre et permettant un accès direct aux quais de la ligne 7 uniquement ;
- l'accès no 5 « Avenue de Flandre », également constitué d'un escalier fixe donnant directement accès aux quais de la ligne 7 uniquement, débouchant face au no 16 de l'avenue de Flandre ;
- l'accès no 6 « Bassin de la Villette », constitué d'un escalier fixe permettant uniquement la sortie depuis les quais de la ligne 7, se trouvant au droit du no 1 du quai de la Seine qui fait l'angle avec l'avenue de Flandre.

Il existait jusque dans les années 2010 un accès no 2 intitulé « Boulevard de la Villette », ce qui explique la présence d'un « trou » dans la numérotation des sorties qui passe directement de 1 à 3 de nos jours. Il s'agissait d'une simple issue depuis l'espace de correspondance situé sous l'extrémité orientale des quais de la ligne 2, sur le terre-plein central du boulevard de la Villette face au no 157 de ce dernier.
Les accès no 1 et 5 sont agrémentés de balustrades en fer forgé de type Dervaux, le premier étant également orné d'un candélabre dans ce même style décoratif datant des années 1930. Les accès no 3 et 4 disposent quant à eux d'entourages d'aspect plus sobre, en acier peint en vert et assortis d'un mât avec un « M » jaune inscrit dans un cercle, ces modèles plus récents étant apparus après la Seconde Guerre mondiale.

Accès à la station
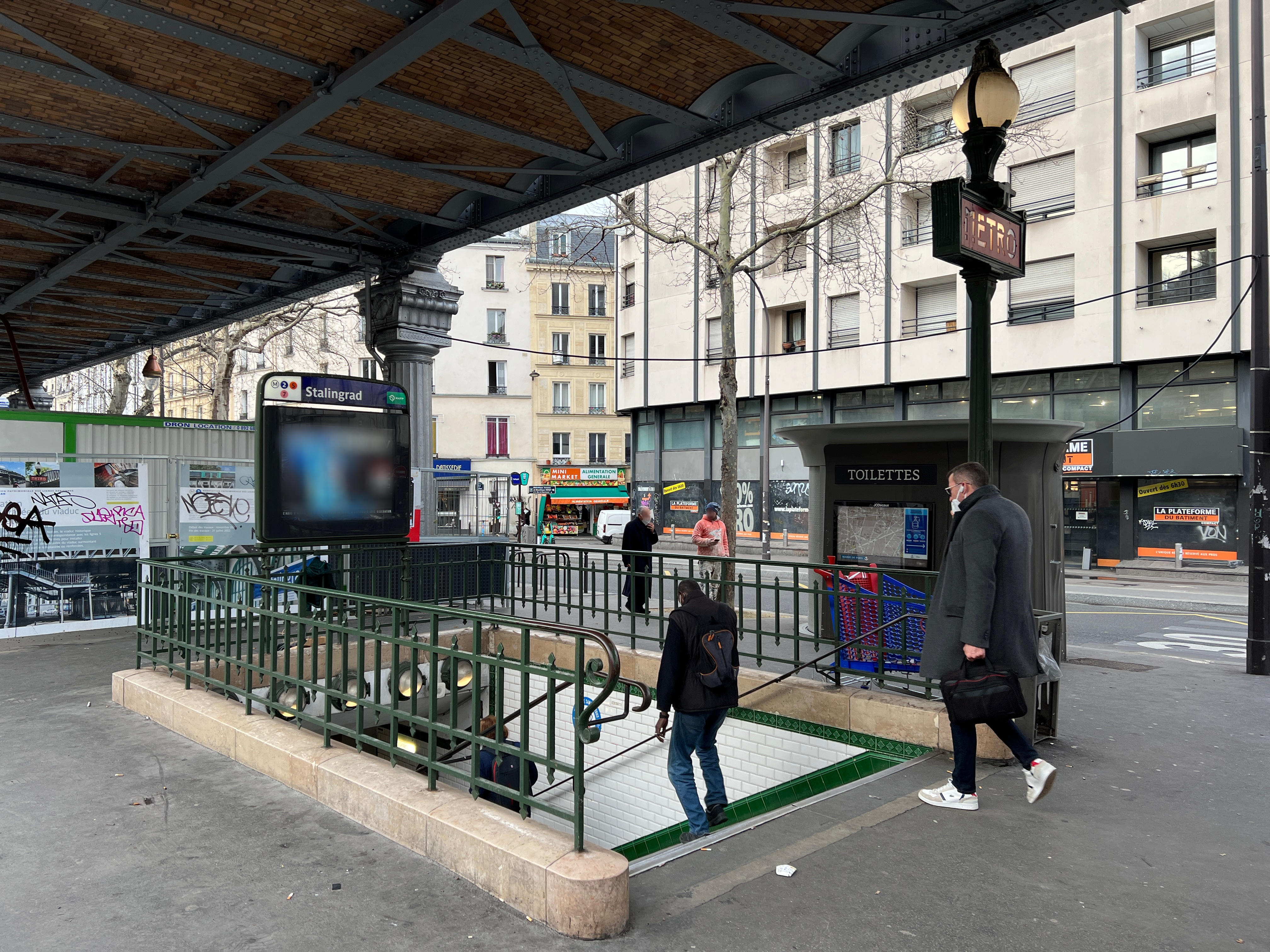
L'accès no 1, « Rue de l'Aqueduc ».
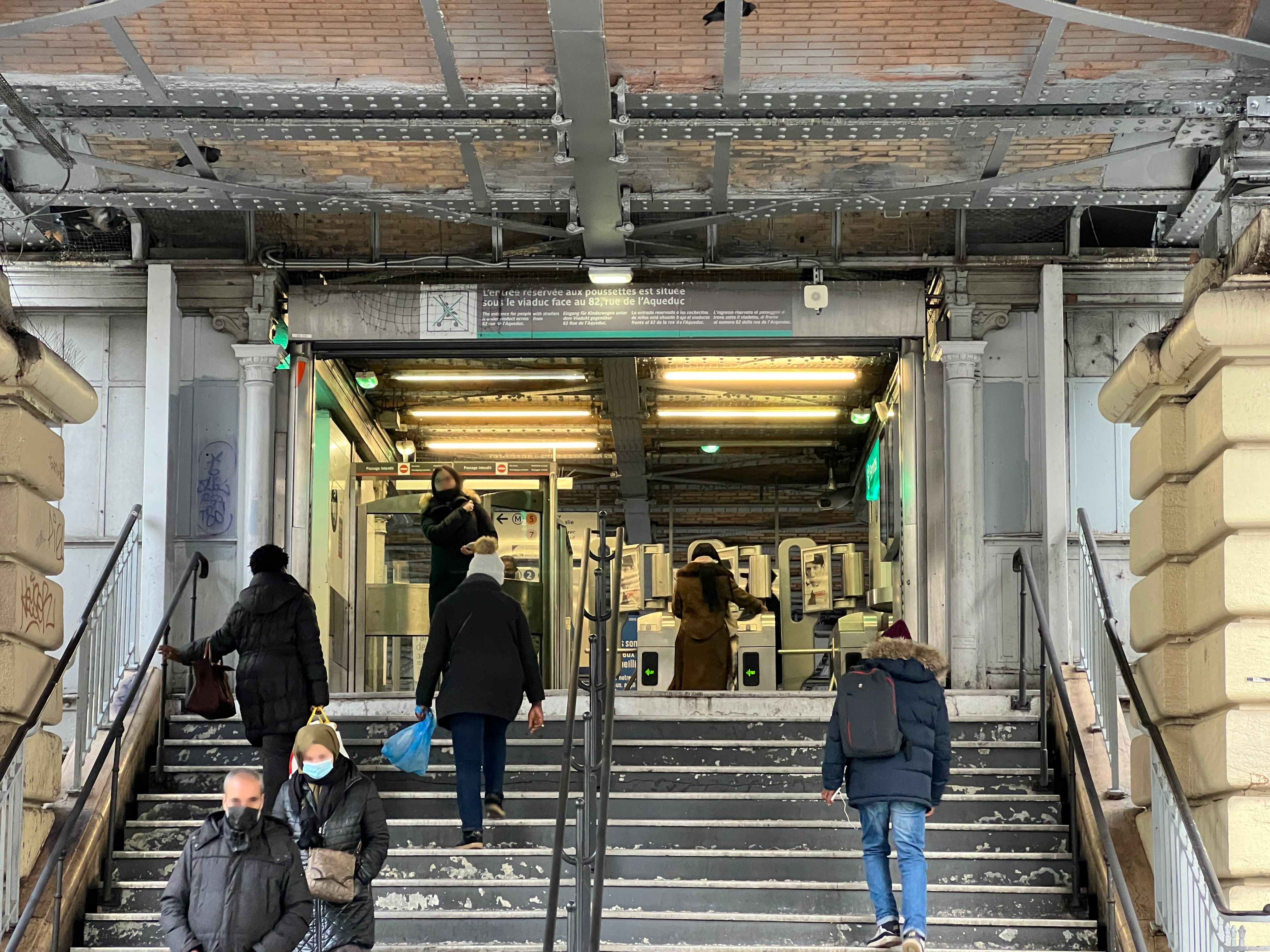
L'accès no 3, « Boulevard de la Chapelle ».
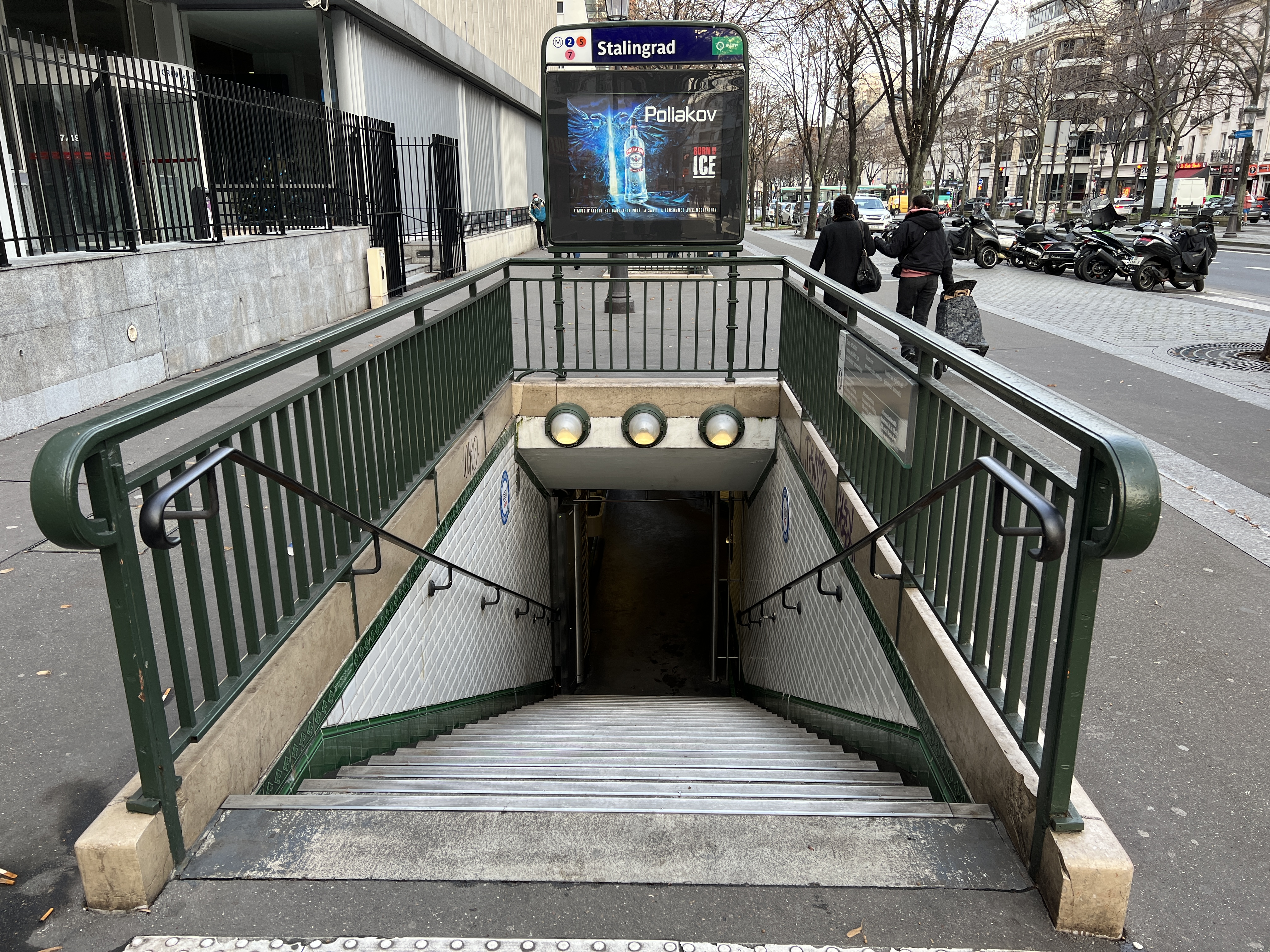
L'accès no 4, « Caisse d'Assurance Maladie ».
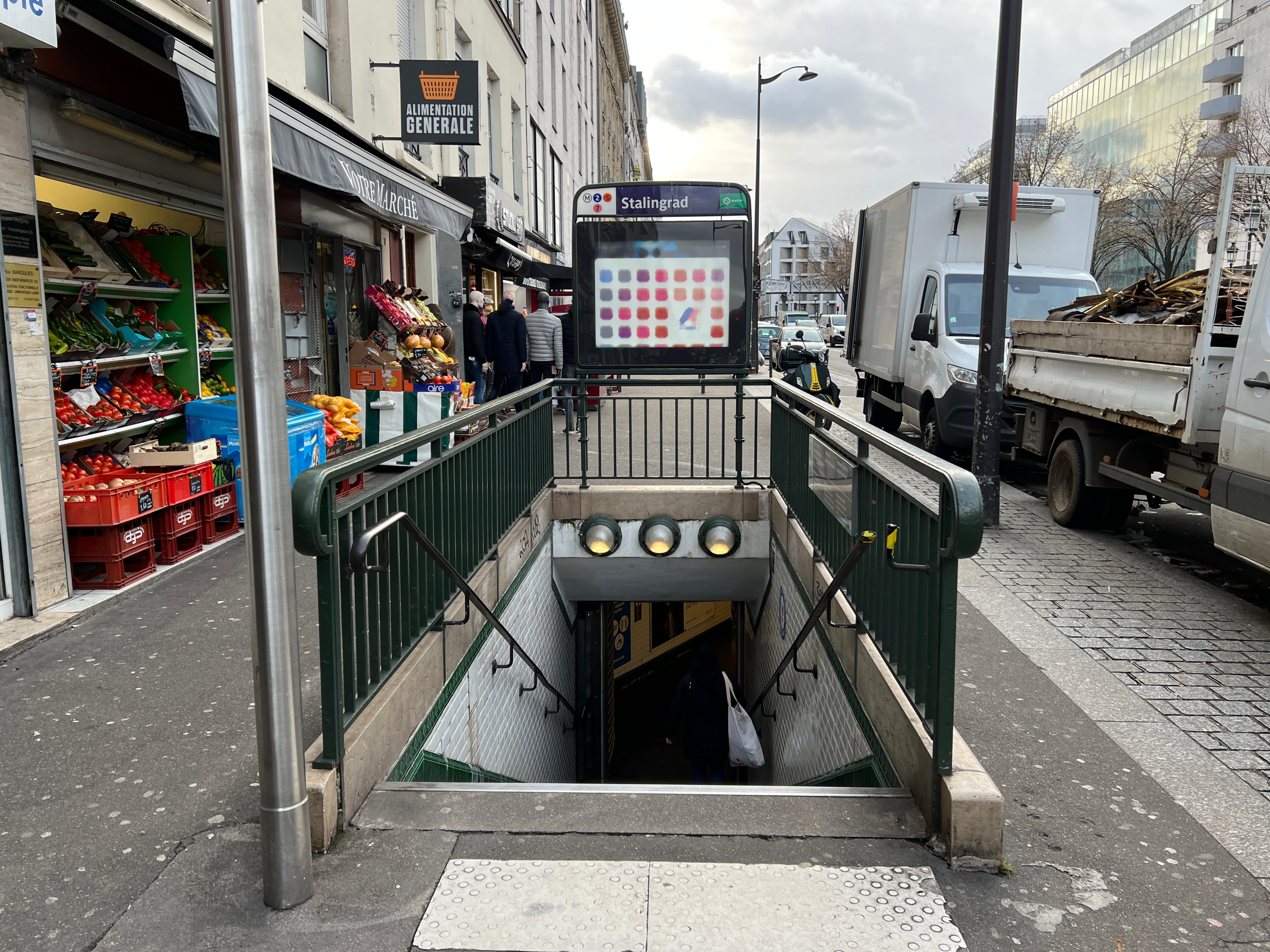
L'accès no 5, « Avenue de Flandre ».
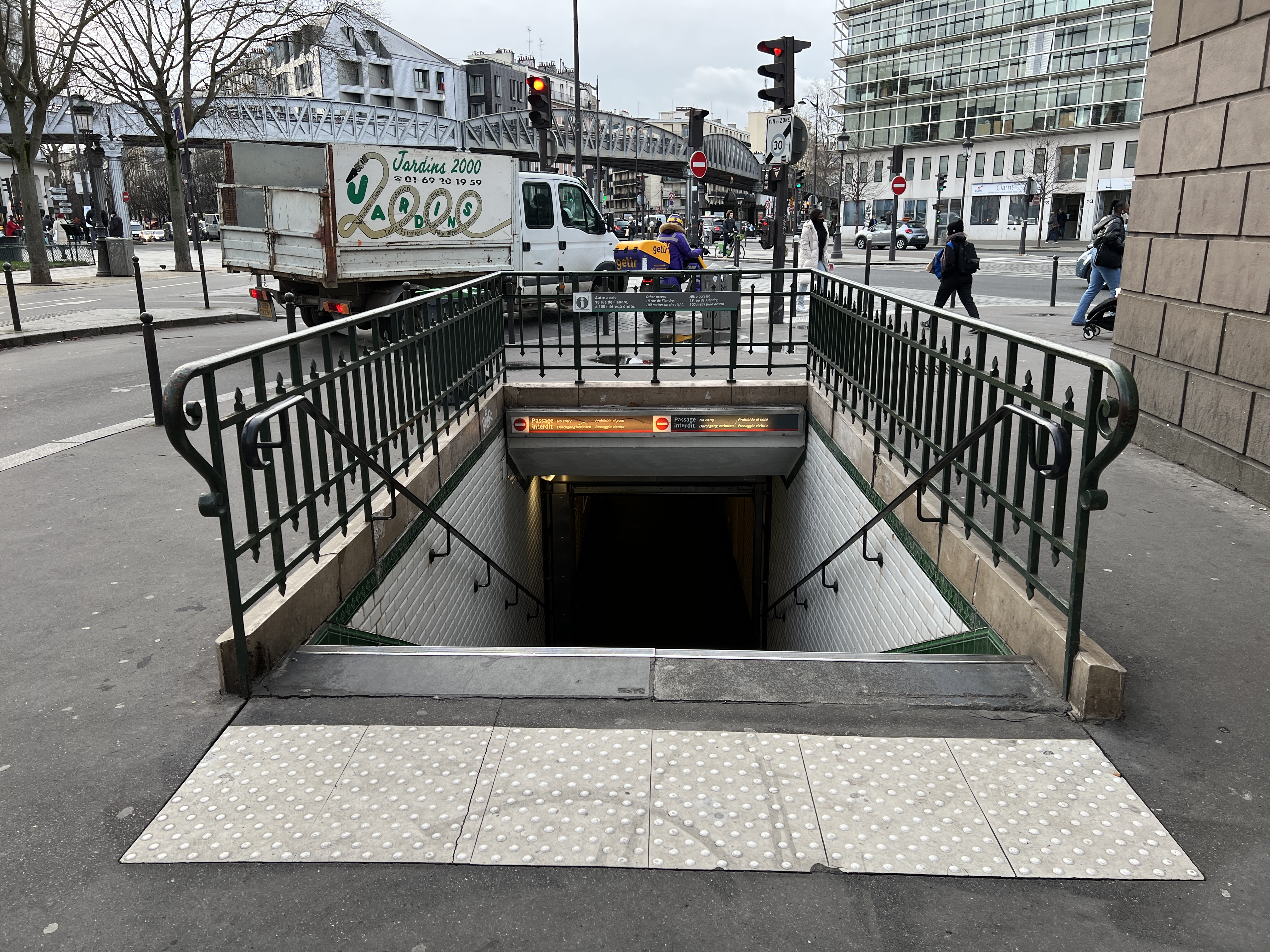
La sortie no 6, « Bassin de la Villette ».

Depuis décembre 2023, une œuvre de la street-artiste et art-thérapeute Amsted est installée dans un couloir d'une longueur de 50 mètres, donnant accès à la ligne 7 en direction de Mairie d'Ivry et de Villejuif - Louis Aragon. Réalisée en partenariat avec l'association d'art contemporain Le MUR, elle se compose de formes abstraites et colorées peintes sur la voûte, visant à solliciter l'imaginaire et l'inconscient des voyageurs.

### Quais
Les quais des trois lignes, d'une longueur conventionnelle de 75 mètres, sont de configuration standard pour le métro de Paris : au nombre de deux par point d'arrêt, ils sont séparés par les voies du métro situées au centre. Ceux de la ligne 2 sont aériens, implantés sur un viaduc, tandis que ceux des lignes 5 et 7 sont souterrains et coiffés d'une voûte elliptique, comme la majorité des stations du réseau.
Les quais de la ligne 2 sont soutenus par de vastes piliers en pierre de taille, lesquels sont décorés avec des guirlandes et cornes d’abondance, tout en étant frappés des armes de la Ville de Paris ou du globe terrestre. Les voyageurs sont protégés des intempéries par des marquises, comme dans l'ensemble des stations aériennes de la ligne 2, et les piédroits sont constitués de vitraux en verre dépoli surmontant des allèges, lesquelles sont recouvertes de carreaux en céramique blancs plats et décorées à l'extérieur de guirlandes et motifs sculptés dans des garnissages en pierre de taille. Les quais, dépourvus de publicités, disposent de sièges du style « Motte » bleus (anciennement blancs) et le nom de la station est inscrit en police de caractères Parisine sur des plaques émaillées. L'éclairage est assuré par des tubes indépendants suspendus aux poutres des marquises.

Quais de la ligne 2
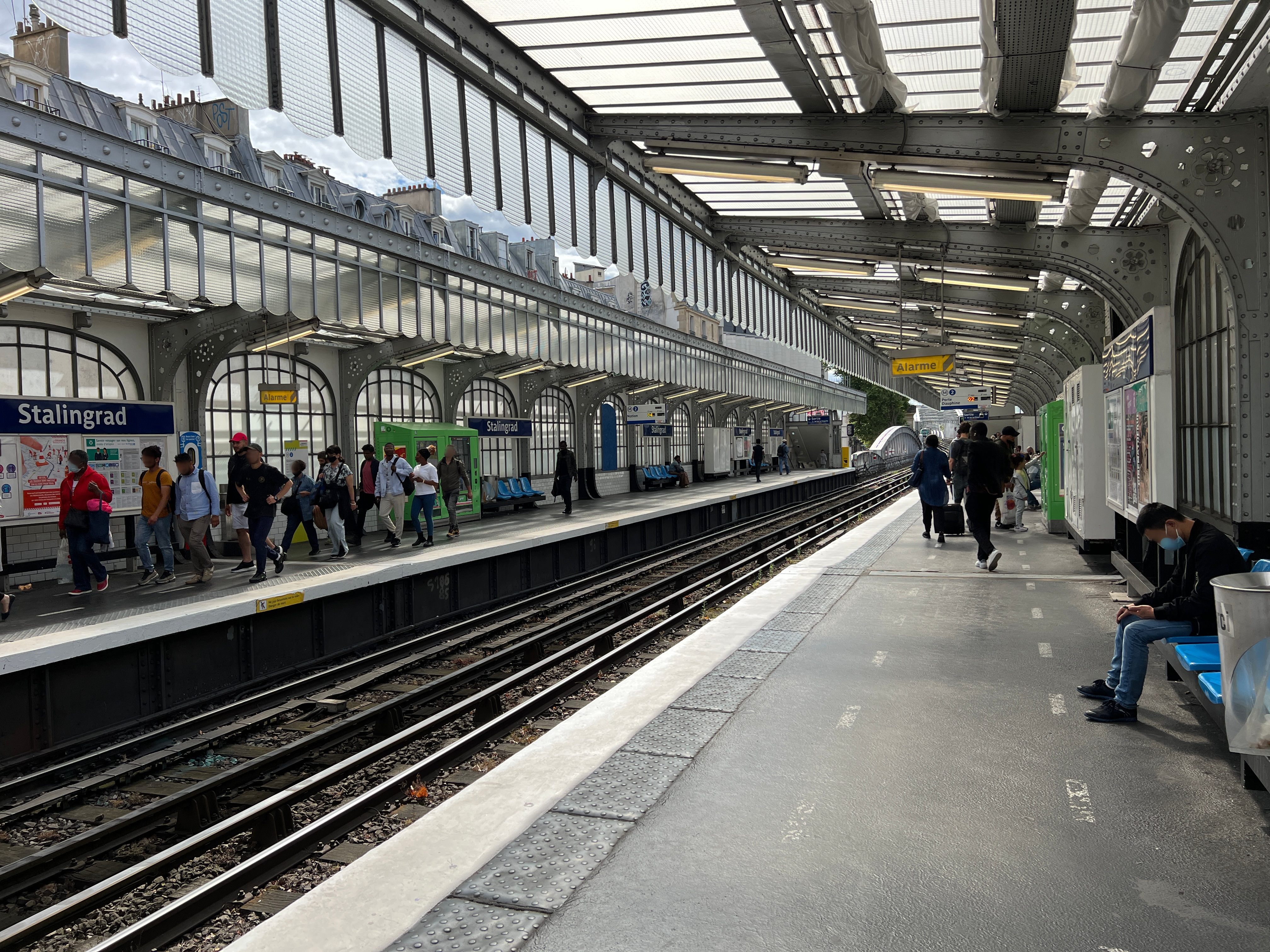
Vue des quais en direction de Porte Dauphine.
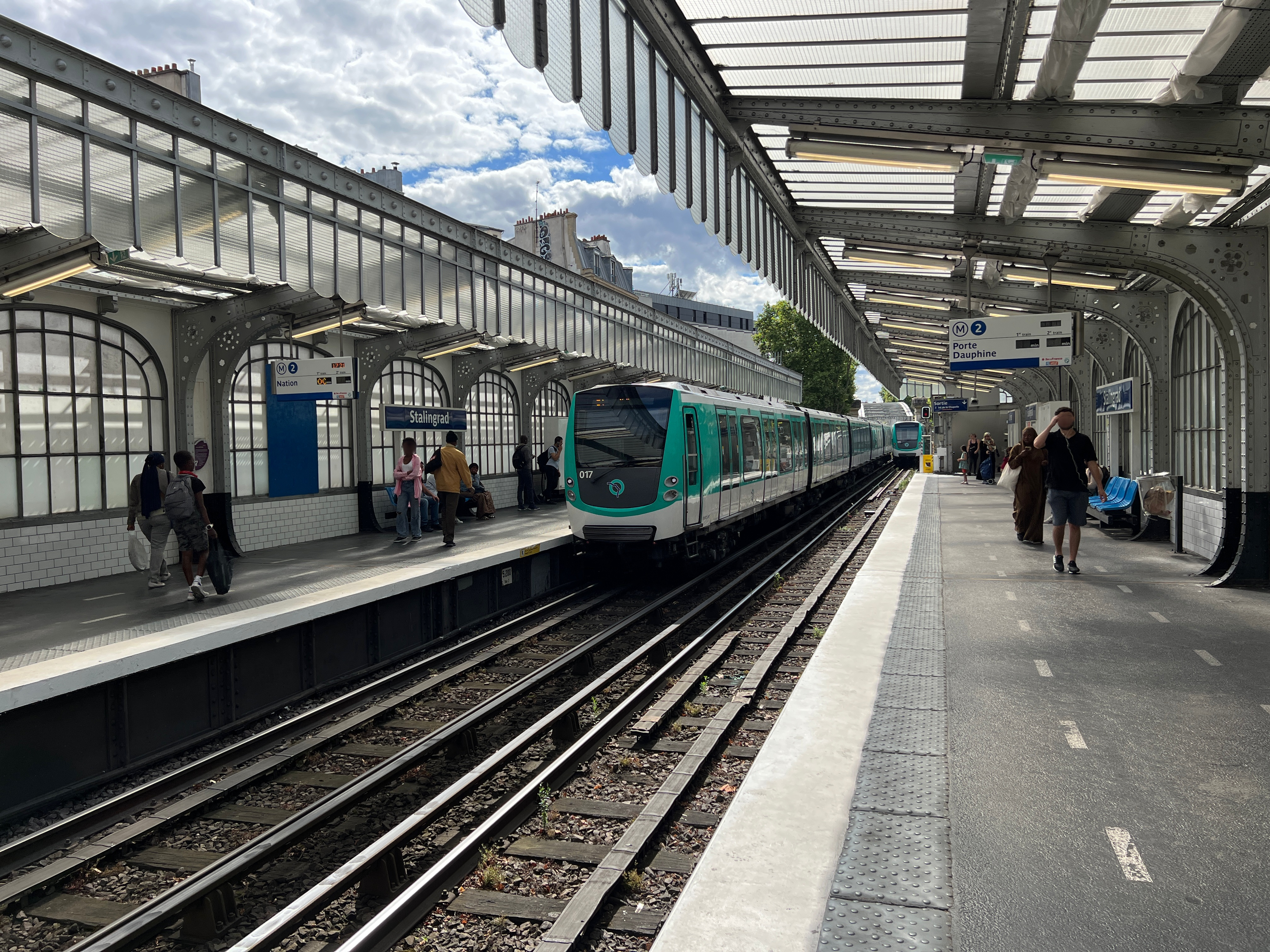
Entrée d'une rame MF 01 en direction de Nation.
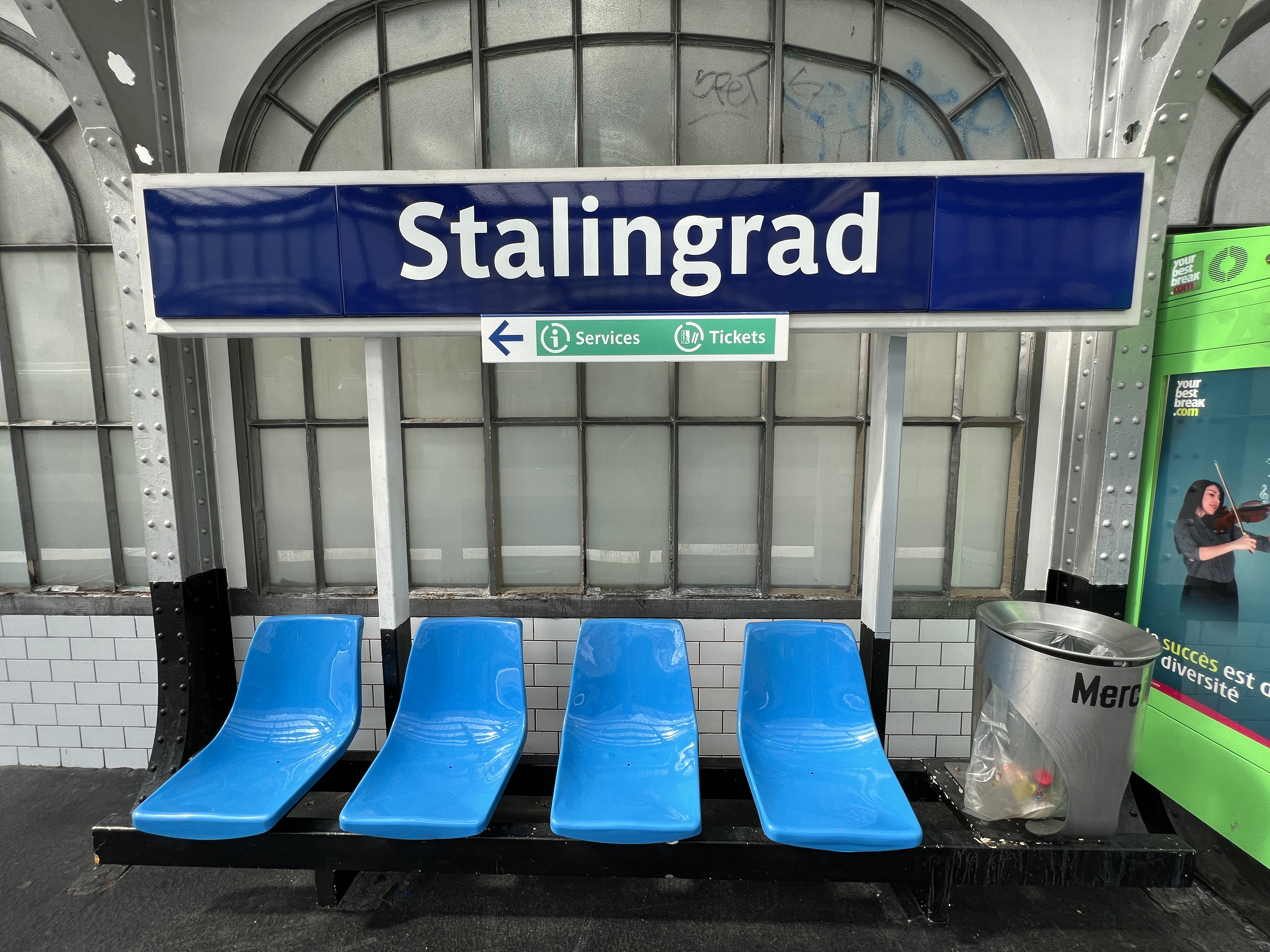
Sièges et plaque nominative de la station.

Les quais de la ligne 5 sont décorés dans le style « Andreu-Motte » avec deux rampes lumineuses bleues ainsi que des tympans banquettes recouverts de carrelage plat de même teinte, ces dernières étant surmontées de sièges « Motte », de bancs à pans inclinés et de banquettes « assis-debout », tous de couleur bleue également. Ces aménagements sont mariés avec le carrelage blanc biseauté qui recouvre les piédroits, la voûte ainsi que les débouchés des couloirs. Le nom de la station est incorporé dans la céramique murale, tandis que les cadres publicitaires sont en faïence de couleur cuivre à motifs géométriques sobres, surmontés de la lettre « M », selon le style décoratif des années 1940 de la CMP d'origine. Ces mêmes cadres ne sont présents que dans sept autres stations du métro parisien et notamment les deux stations suivantes de la ligne 5, Jaurès et Laumière. Avec cette dernière, ce sont les deux seules stations du réseau associant une décoration de type « Andreu-Motte » à ces cadres publicitaires particuliers.

Quais de la ligne 5
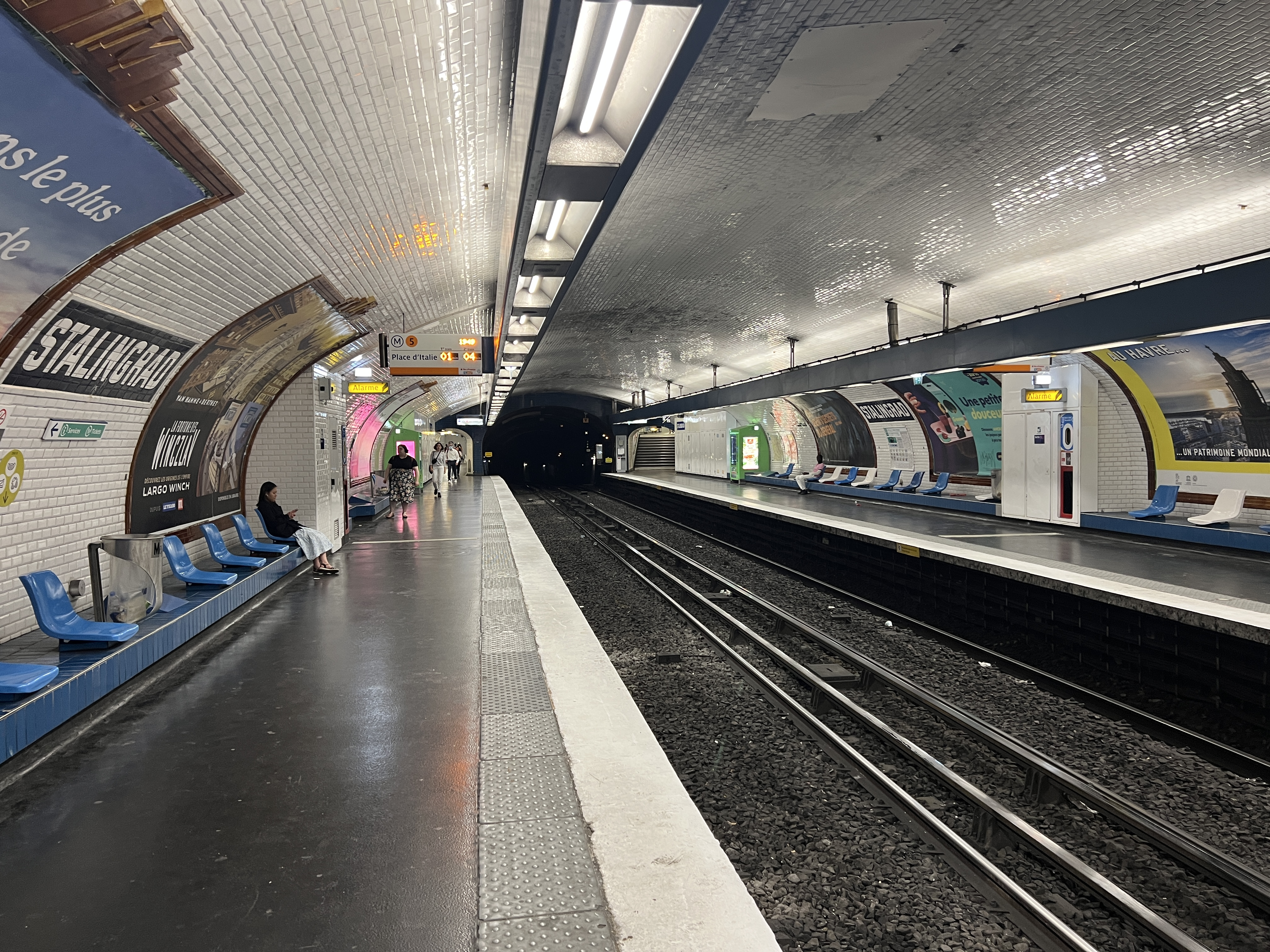
Les quais vus en direction de Bobigny - Pablo Picasso.
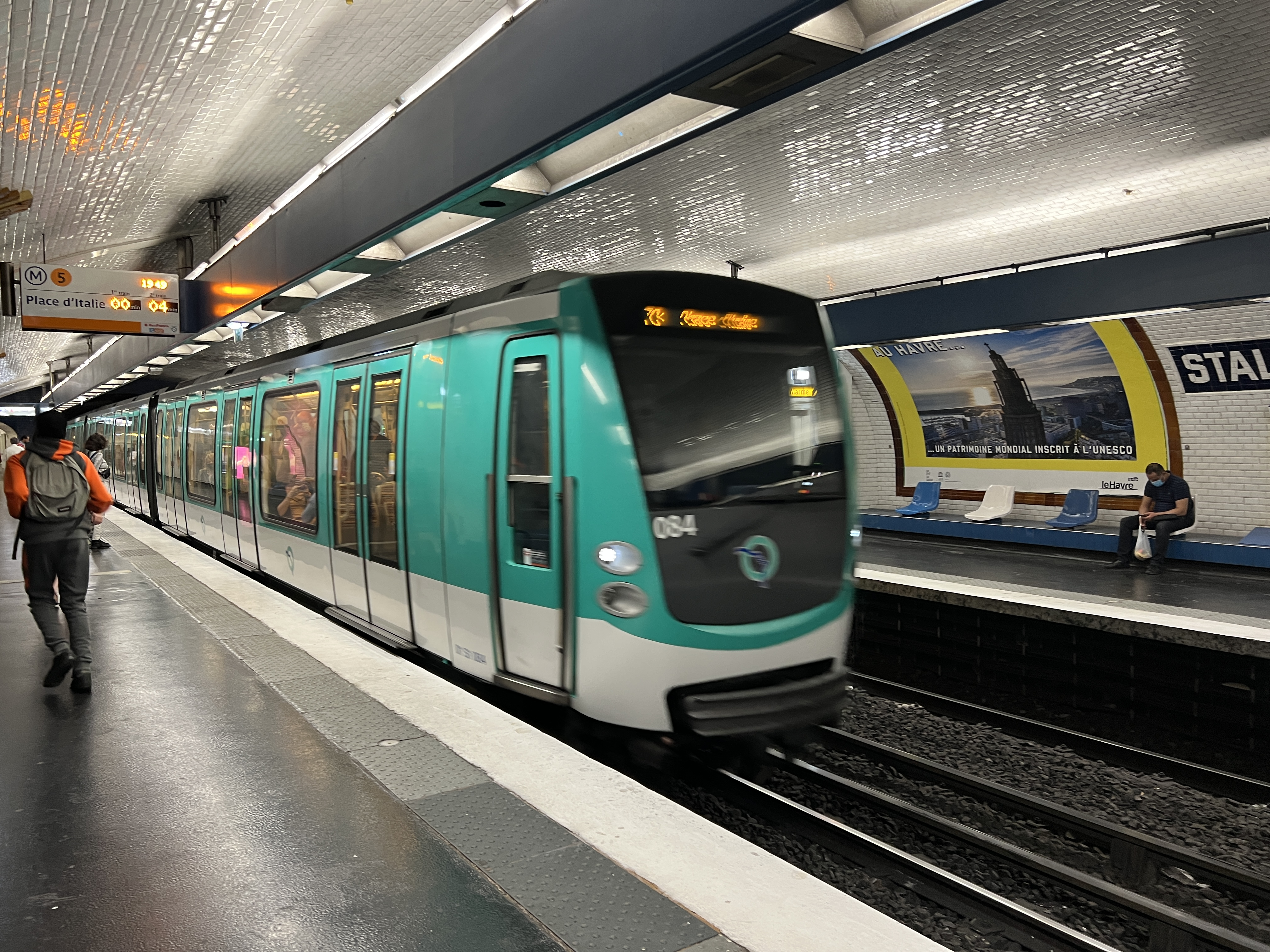
Entrée d'une rame MF 01 en direction de Place d'Italie.
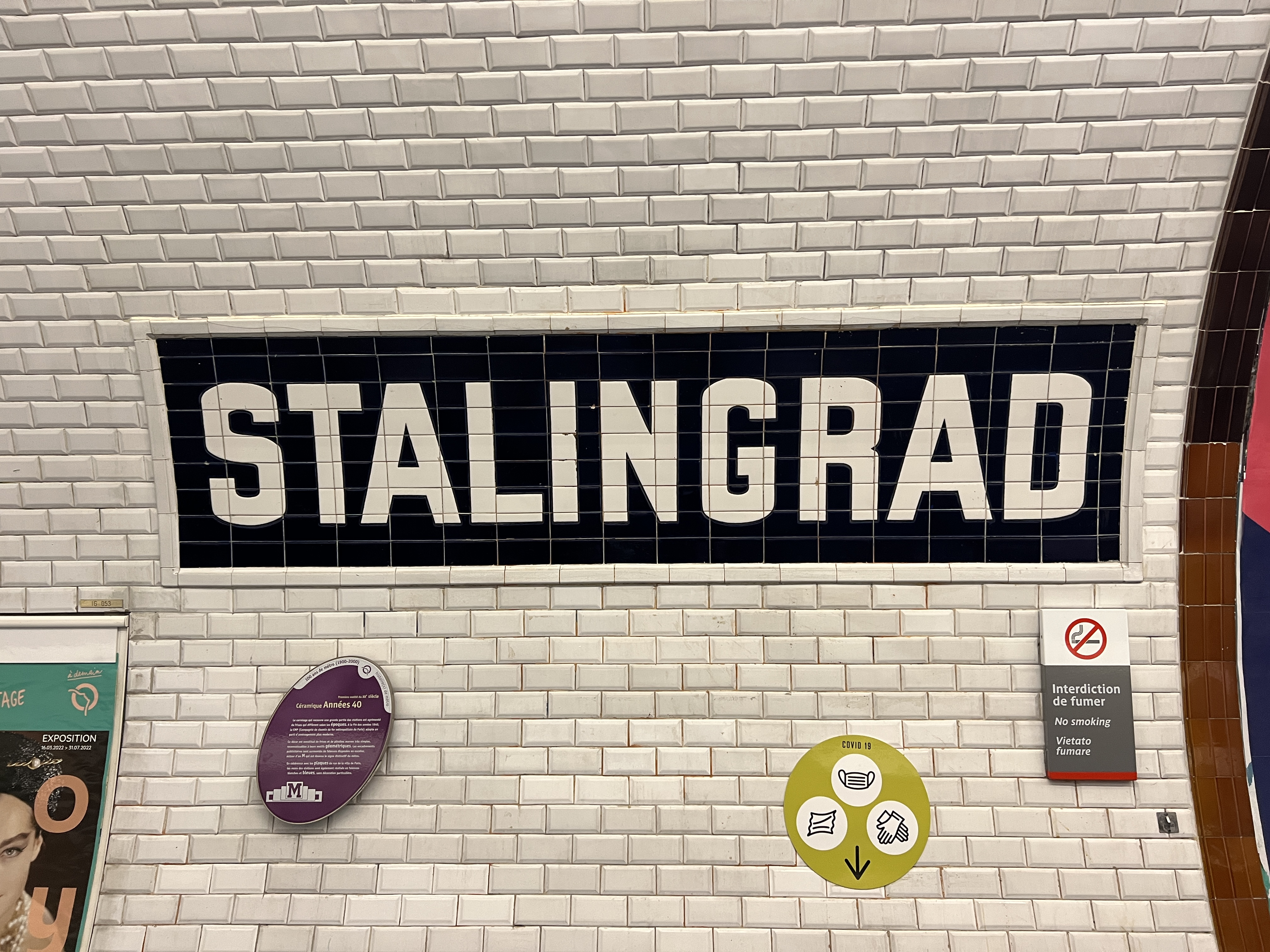
Faïence murale incorporant le nom de la station.

Les quais de la ligne 7 sont aménagés dans le style « Ouï-dire » : les deux bandeaux d'éclairage, ici de couleur bleue, sont supportés par des consoles courbes en forme de faux. L'éclairage direct est blanc, tandis que, contrairement à la plupart des bandeaux de ce style, il n'y a plus d'éclairage indirect multicolore projeté sur la voûte, pourtant présent à l'origine. Les carreaux en céramique blancs plats recouvrent les piédroits, la voûte ainsi que les tympans, tandis que les débouchés des couloirs sont traités en carrelage blanc biseauté classique. Les cadres publicitaires sont métalliques, ce qui constitue également une entorse au style « Ouï-dire » qui utilise habituellement des entourage en céramique de forme demi-cylindrique. Le nom de la station figure en typographie Parisine sur des plaques émaillées et les sièges sont de style « Motte » de couleur bleue.

Quais de la ligne 7
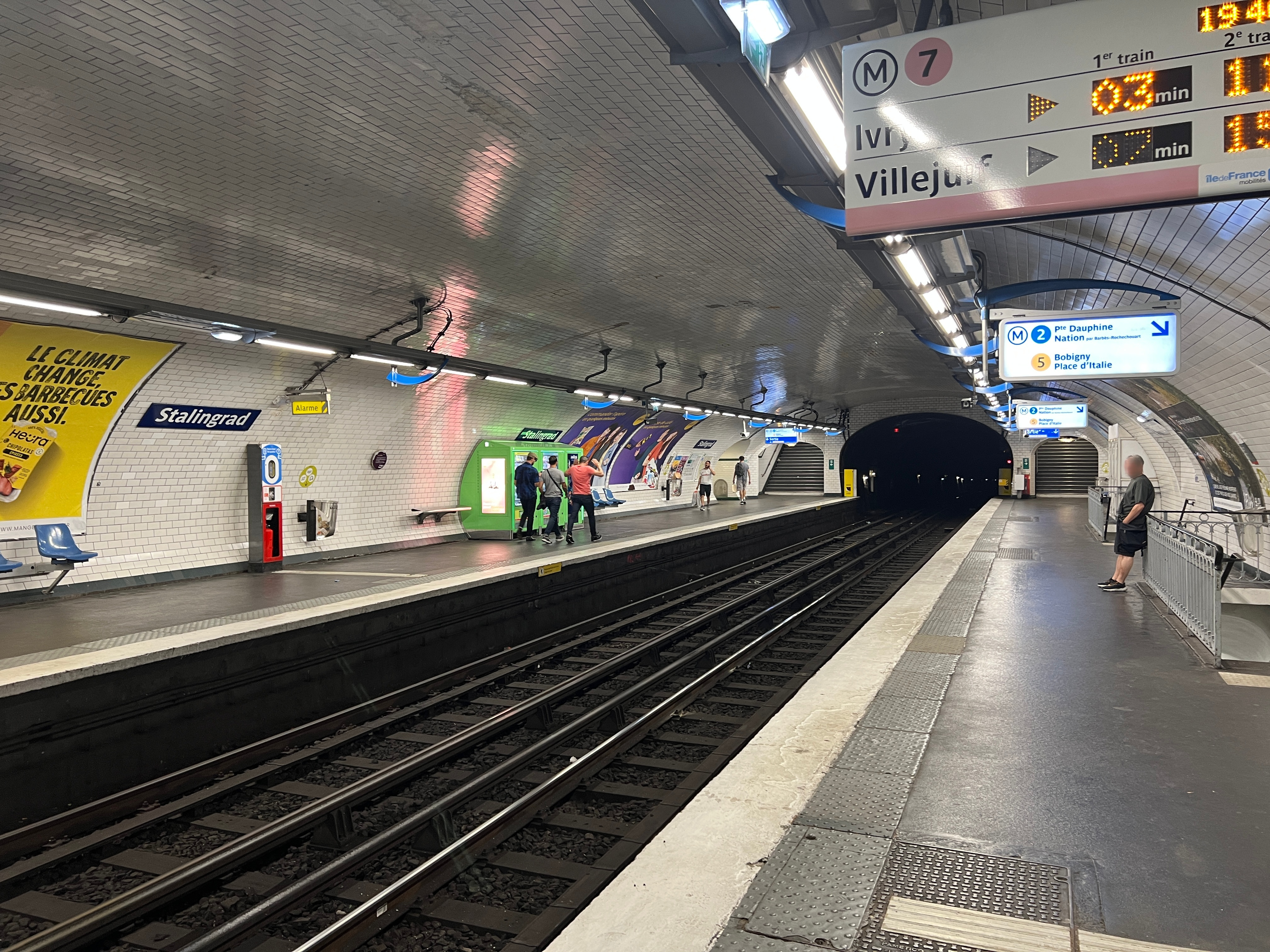
Vue des quais vers Mairie d'Ivry et Villejuif - Louis Aragon.
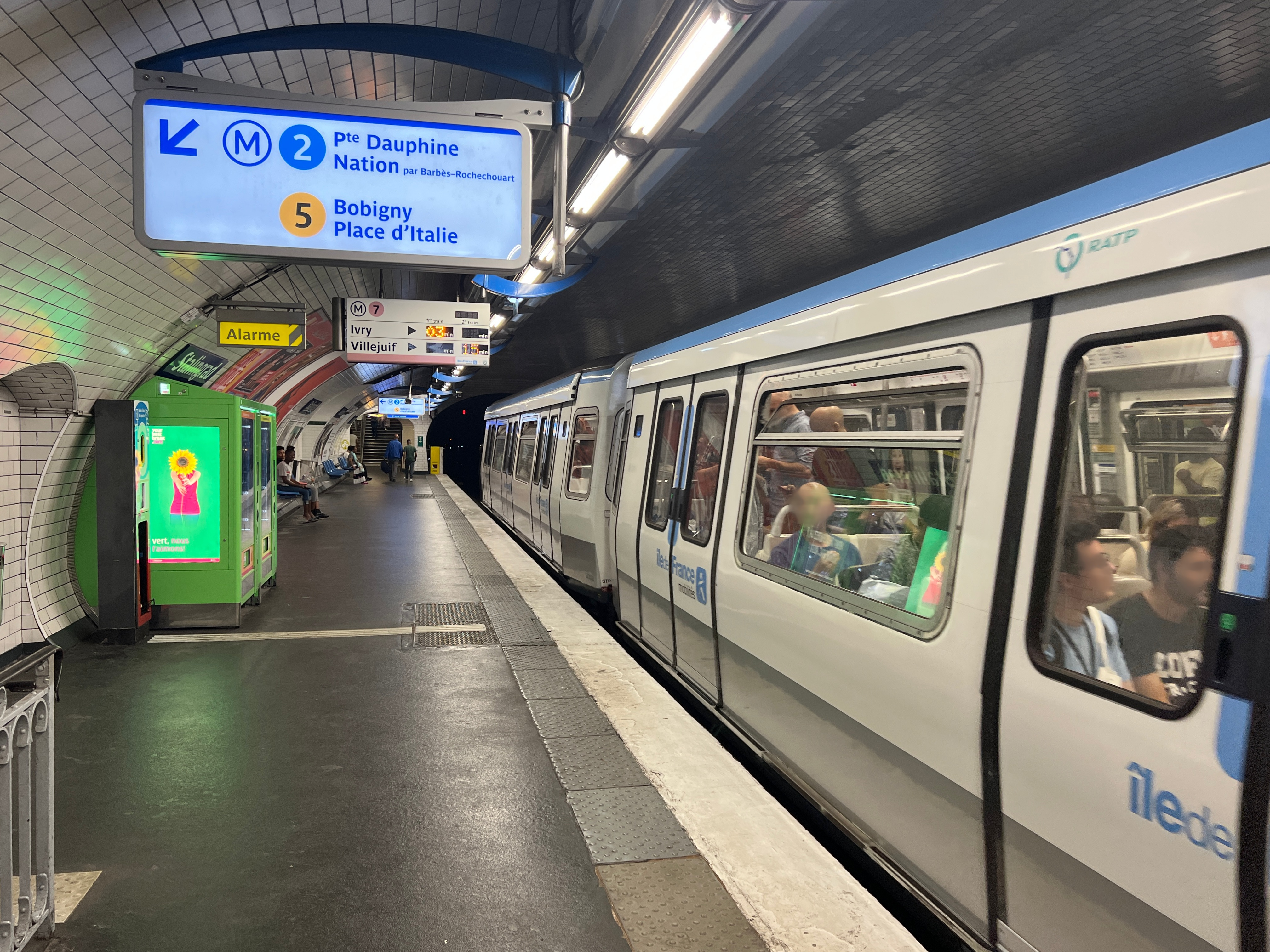
Arrêt d'une rame MF 77 pour Villejuif - Louis Aragon.
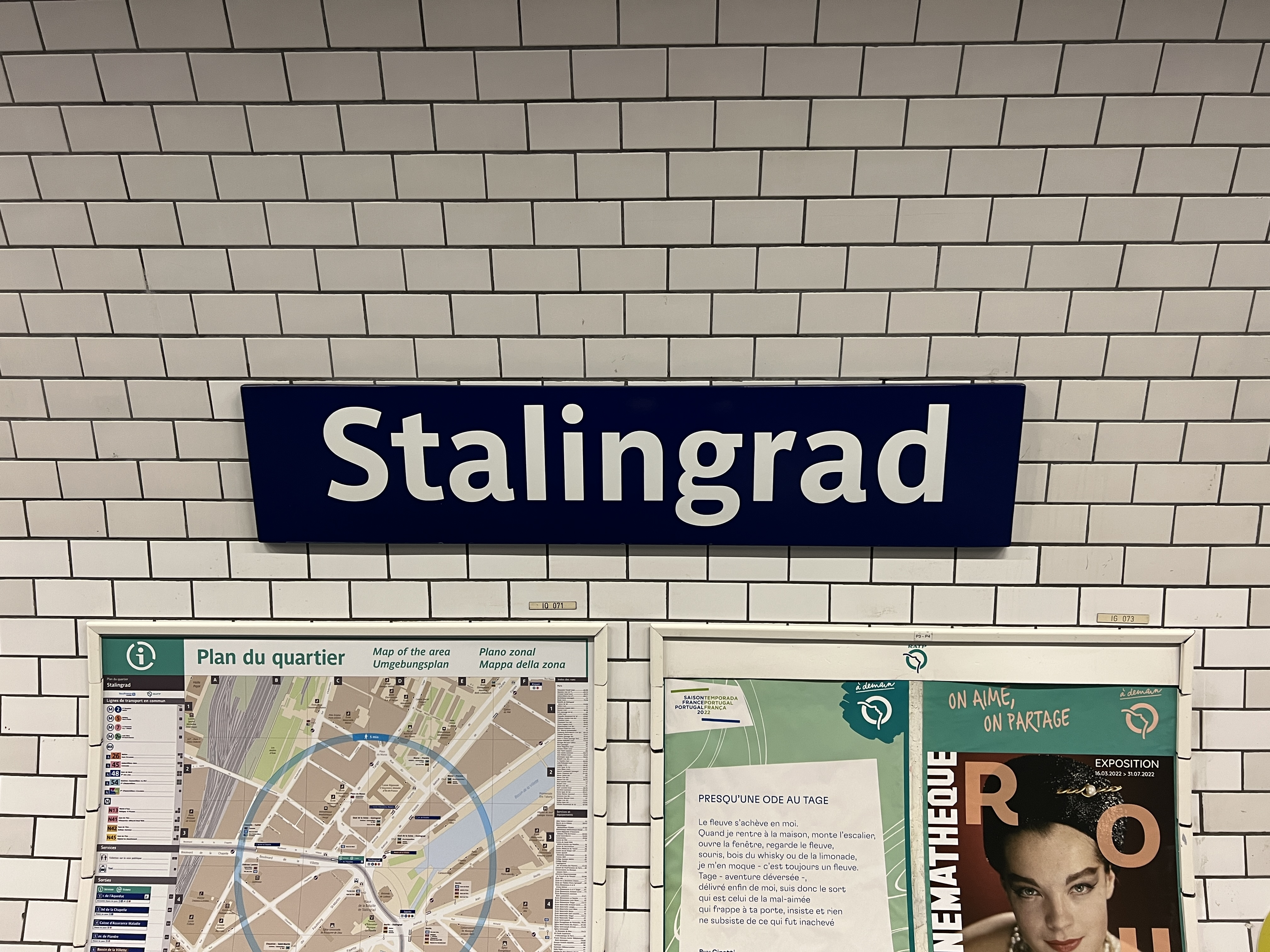
Plaque émaillée indiquant le nom de la station.

### Intermodalité
La station est desservie par les lignes 48 et 54 du réseau de bus RATP et, la nuit, par les lignes N13, N41, N42 et N45 du réseau de bus Noctilien.

## À proximité
- Viaduc de la ligne 2 du métro
- Rotonde de la Villette
- Bassin de la Villette
- Canal Saint-Martin
- Lycée Colbert
- MK2 Quai de Loire / Quai de Seine
- Square du Quai-de-la-Seine
- Horizons suspendus
- Jardins d'Éole
- Église Notre-Dame-des-Foyers